# Христо Попстоилов
Христо Попстоилов Ников (изписване до 1945 година: Христо попъ Стоиловъ Никовъ) е български фолклорист.

## Биография
Христо Попстоилов е роден на 15 август 1879 година в многочисленото семейство на поп Стоил в село Лешко, днес в България, тогава в Османската империя. Майка му е Цвета Илкова Мазнеева от село Логодаж. Брат е на учения Антон Попстоилов. През 1888 – 1889 г. постъпва в първо отделение на училището в Лешко при учителя Костадин Бояджиев от Горна Джумая. В 1892 г. завършва четвърто отделение при учителя Смилен Димитров от село Падеш. Завършва първи клас в Горна Джумая. На 14-годишна възраст е назначен за учител в село Бучино, където преподава до 1895 г. В този период започва да записва народни песни, гатанки, пословици и други народни творби. През 1895 г. заминава при брат си Антон в София, където учи в Софийската мъжка гимназия. Завършва в 1901 г. След това постъпва в Софийския университет като студент по славянска филология при Любомир Милетич, Беньо Цонев, Иван Шишманов и Александър Теодоров-Балан. Като студент обнародва фолклорни и езикови материали. В 1904 година издава „Горноджумайски говор“, а в 1905 година „Дейност на Венелина по българския фолклор“ и други. Завършва през 1905 г. и по предложение на Историко-филологическия факултет на Софийския университет Министерство на народното просвещение му отпуска стипендия за специализация по славянска филология във Виенския университет. Защитава докторска дисертация през ноември 1907 г. на тема „Класификация и стилистични обяснения на българските народни гатанки“ при проф. Ватрослав Ягич. Това е първият научен труд върху българските гатанки, публикуван посмъртно в 1914 година. След завръщането си в България е назначен за учител по немски език в Пловдивската мъжка гимназия. Умира в Пловдив на 6 май 1908 г.
Използва псевдонима Хайдушки. Пише в цариградския вестник „Вести“ и в списанията „Българска сбирка“, „Училищен преглед“, „Славянски глас“, „Сборник за народни умотворения, наука и книжнина“ и други.